# Banka Koper Slovenia Open 2007
Banka Koper Slovenia Open 2007 — тенісний турнір, що проходив на кортах з твердим покриттям. Це був третій турнір Banka Koper Slovenia Open. Належав до турнірів 4-ї категорії в рамках Туру WTA 2007. Відбувся в Порторожі (Словенія), з 17 до 23 вересня 2007 року.

## Очки і призові

### Нарахування очок
| Дисципліна       | П   | Ф  | ПФ | ЧФ | 1/8 | 1/16 | Q   | Q3  | Q2  | Q1  |
| Одиночний розряд | 115 | 80 | 50 | 30 | 15  | 1    | 7   | 3   | 2   | 1   |
| Парний розряд    | 115 | 80 | 50 | 30 | 1   | Н/Д  | Н/Д | Н/Д | Н/Д | Н/Д |

### Призові гроші
| Дисципліна       | П       | Ф       | ПФ     | ЧФ     | 1/8    | 1/16 | Q3   | Q2   | Q1   |
| Одиночний розряд | $21,140 | $11,395 | $6,140 | $3,310 | $1,775 | $955 | $515 | $280 | $165 |
| Парний розряд *  | $6,240  | $3,360  | $1,810 | $970   | $550   | Н/Д  | Н/Д  | Н/Д  | Н/Д  |

* на пару

## Учасниці основної сітки в одиночному розряді

### Сіяні
| Країна    | Гравчиня           | Рейтинг | Сіяна |
| --------- | ------------------ | ------- | ----- |
| Франція   | Татьяна Головін    | 19      | 1     |
| Австрія   | Сібіль Баммер      | 20      | 2     |
| Україна   | Альона Бондаренко  | 21      | 3     |
| Словенія  | Катарина Среботнік | 24      | 4     |
| Росія     | Віра Звонарьова    | 29      | 5     |
| Франція   | Емілі Луа          | 42      | 6     |
| Аргентина | Хісела Дулко       | 43      | 7     |
| Росія     | Віра Душевіна      | 45      | 8     |

### Інші учасниці
Нижче наведено учасниць, які отримали вайлдкард на участь в основній сітці:
- Полона Герцог
- Андрея Клепач
- Маша Зец-Пешкірич

Нижче наведено гравчинь, які пробились в основну сітку через стадію кваліфікації:
- Ніка Ожегович
- Магдалена Рибарикова
- Наталі В'єрін
- Ана Врлич

Учасниці, що потрапили в основну сітку як щасливі лузери:
- Рената Ворачова

### Знялись
- Альона Бондаренко
- Аша Ролле (розтягнення правого коліна)
- Аліна Жидкова (запаморочення)
- Ніколь Вайдішова (травма правого зап'ястка)

## Учасниці основної сітки в парному розряді

### Сіяні
| Країна  | Гравчиня            | Країна    | Гравчиня          | Рейтинг | Сіяна |
| ------- | ------------------- | --------- | ----------------- | ------- | ----- |
| Франція | Емілі Луа           | США       | Мейлен Ту         | 78      | 1     |
| Італія  | Марія Елена Камерін | Аргентина | Хісела Дулко      | 82      | 2     |
| Чехія   | Луціє Градецька     | Чехія     | Рената Ворачова   | 104     | 3     |
| Польща  | Клаудія Янс         | Польща    | Алісія Росольська | 152     | 4     |

### Інші учасниці
Нижче наведено пари, які отримали вайлдкард на участь в основній сітці:
- Ясмина Кайтазович /  Tina Obrez

### Завершили кар'єру
- Івана Лісяк (травма правого ліктя)

## Переможниці

### Одиночний розряд
Татьяна Головін —  Катарина Среботнік, 2–6, 6–4, 6–4

### Парний розряд
Луціє Градецька /  Рената Ворачова —  Андрея Клепач /  Олена Лиховцева, 5–7, 6–4, 10–7